# Водопад Три кладенца
Водопад Три кладенца или Арбињски водопад, налази се на Дојкиначкој реци, у једном од најлепших делова парка природе Стара планина, у строгом резервату природе Арбиње, на 1750 м.н.в.
Водопад се налази удаљен од села Дојкинци око 13km.
До водопада се долази за нешто више од 3 сата пешачења, умереном шетњом, од планинарског дома Дојкинци, поред водопада Тупавица, кроз прашуму Арбиња, црвену речну долину Дојкиначке реке.